# Eerste Delftse Handbalvereniging
EDH (voluit: Eerste Delftse Handbalvereniging) was een Nederlandse handbalvereniging uit Delft.

## Geschiedenis
Op 1 juni 1949 werd de dameshandbalvereniging Westerkwartier opgericht, dat de uiteindelijke basis was voor EDH.
Na enkele successen bij de heren juniorenteam, dat onder andere Nederlands kampioen werd, wist het eerste seniorenteam van EDH in 1987 naar de Eerste divisie te promoveren. Gedurende 12 jaar (met uitzondering van 1991 tot en met 1994) kwam dit herenteam in de Eerste divisie, echter was het in 2000 door geldproblemen niet meer mogelijk voor de club om dit team op dit niveau te laten spelen. Daarom trok het bestuur van EDH na het seizoen 1999/2000 het herenteam uit de Eerste divisie.
Vanwege het teruglopende ledenaantal en de oplopende kosten, werd de vereniging op 14 juni 2014 opgeheven.

## Resultaten
Heren (1988 - 2000)
- 1988 4e
Eerste divisie B
- 1989 2e
Eerste divisie B
- 1990 7e
Eerste divisie B
- 1991 11e
Eerste divisie B
- 1992
- 1993
- 1994
- 1995 5e
Eerste divisie B
- 1996 5e
Eerste divisie B
- 1997 4e
Eerste divisie B
- 1998 11e
Eerste divisie B
- 1999 9e
Eerste divisie B
- 2000 5e
Eerste divisie B

- Eerste divisie